# Pedesta pandita
Pedesta pandita is een vlinder uit de familie van de dikkopjes (Hesperiidae). De wetenschappelijke naam van de soort is voor het eerst geldig gepubliceerd in 1885 door Lionel de Nicéville.